# Philippe Berghella
Philippe Berghella né d'une mère québécoise et d'un père Italien le 15 avril 1978 à Montreal, Québec, Canada, est  un auteur-compositeur-interprète et comédien.

## Biographie
C’est par son interprétation en 2003 du premier rôle, Don Raphaël dans Don Juan, que sa carrière prend véritablement son envol. Le public québécois et français le reconnait également pour avoir été la tête d’affiche de la comédie musicale Shéhérazade : Les Mille et Une Nuits, où il incarnait Soliman, le sultan. Il est aussi reconnu du grand public en tant qu’interprète de la chanson Donnez-moi du rhum, qui a connu un vif succès en 2008.
Il participe aux Francos de Montréal. Lorsqu'il obtenu le rôle de Don Raphaël dans Don Juan (comédie musicale), , écrite par Félix Gray mise en scène par Gilles Maheux en 2003, il se fait remarquer. Participant à une tournée à travers le Québec, La France et La Corée du Sud jusqu'en 2007.
En 2008,  sortie de son deuxième album « Vivre » co-écrit par Félix Gray et réalisé par Guy St-Onge.  Il obtient le rôle de Soliman le sultan dans la comédie musicale Shéhérazade les mille et une nuits. La tournée de ce spectacle dure trois ans entre l'Olympia de Montréal et à Paris aux Folies Bergère.
il participa à la saison 2 de La Voix sur le réseau TVA,.
S'ensuit la sortie de son troisième album Ma liberté en 2014, incluant son interprétation de Wicked game de Chris Isaak,.
Il participe à plusieurs revues musicales Britishow, Québec issime, Les Immortels, hommage au Cabaret du casino de montreal.
2024- 20 ieme anniversaire de Don Juan tournée en Chine et au Québec, Philippe rejoint la troupe pour l'incarnation de Don Raphael et interpête aussi Don Carlos et Don Juan a l'occasion.

## Discographie
2001- Philippe Berghella -Éponyme (Disques Artiste)
2008- Vivre (Disques Tonic)
2014- Ma liberté (Vega)
2013- single Believe me (Bergmusic)
2018- single My lighthouse (Bergmusic)
2019- single Even more (Bergmusic)
2020- single L'automne Heureux (Gestalcom)
2021- single Believe me (reedition) Bergmusic

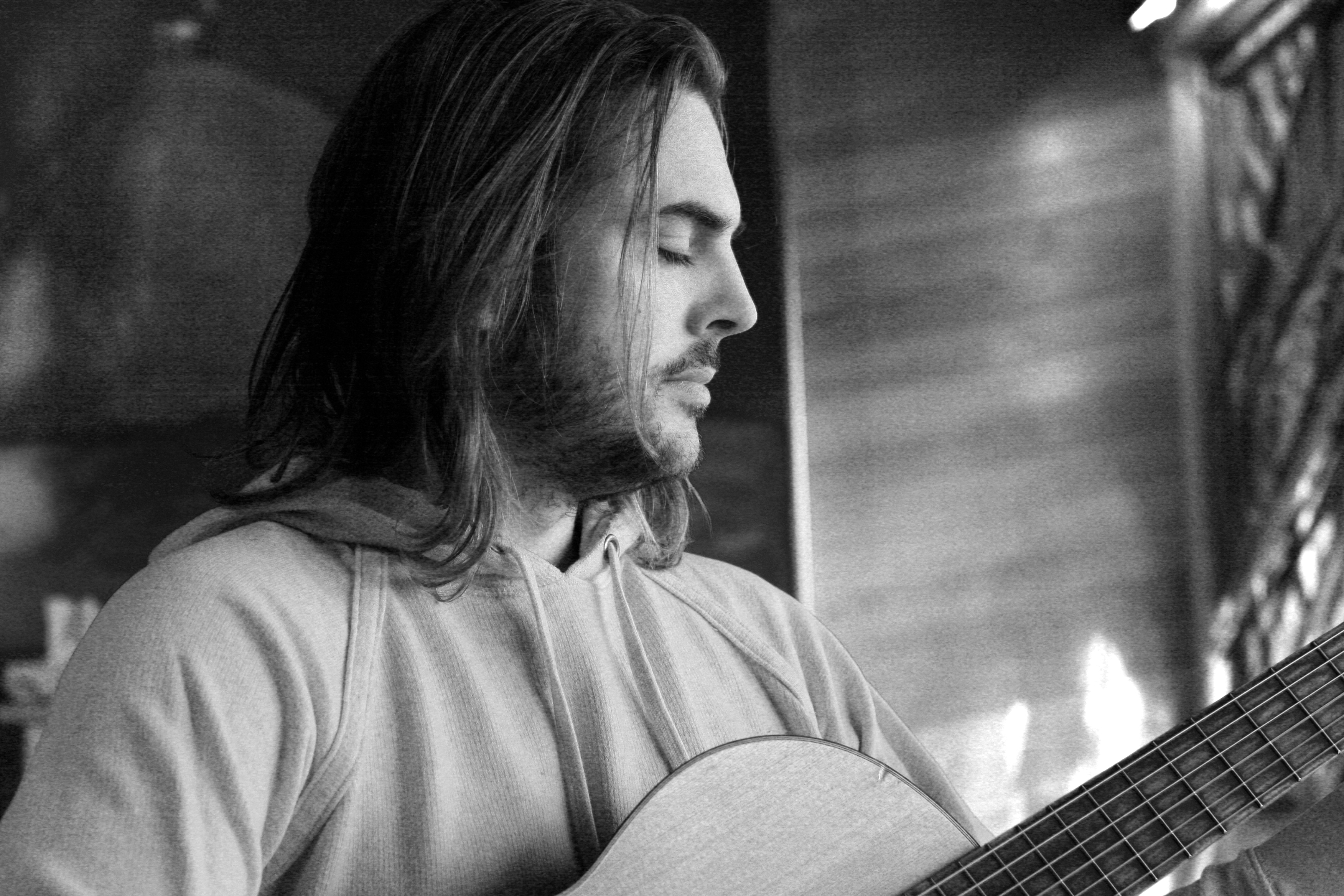
au studio Référence Guy St-Onge

## Participation
2003- Don Juan (NDP)
2004- Don Juan Intégrale (NDP)
2008- Sherazade, les milles et une nuits (Revel)
2009- Sherazade, L'intégrale (Revel)